# Ranicunda
Ranicunda (o Raicunda; fl. VI secolo) fu regina dei Longobardi nel VI secolo, quale moglie di Vacone (510-540 circa).

## Biografia
Le notizie sul suo conto sono estremamente scarse. L'Origo gentis Langobardorum e Paolo Diacono la citano quale prima delle tre mogli di Vacone, cui aggiungono Austrigusa (o Austrigosa) e Silinga (o Salinga). Tutte e tre erano figlie di re di popoli germanici in contatto con i Longobardi: Ranicunda del re dei Turingi Fisud (o Pisen), Austrigusa del re dei Gepidi e Silinga del re degli Eruli.
Intorno al 509 Ranicunda sposò Vacone, il nipote di re Tatone che, poco tempo dopo, riuscì a diventare a sua volta re del suo popolo. Ranicunda fu, dunque, regina, ma non dovette mantenere a lungo tale dignità, poiché, qualche anno più tardi, Vacone risulta sposato in seconde nozze con Austrigusa. Non risulta che Ranicunda avesse figli - sia l'Origo sia Paolo citano al contrario esplicitamente le figlie di Austrigusa, Visigarda e Valdrada, e quello di Silinga, Valtari - e ciò potrebbe essere stata la causa di un ripudio da parte del marito. Non si può comunque escludere una morte per cause naturali. È stato peraltro ipotizzato che Ranicunda sia da identificare con la regina Radegonda, moglie di Clotario I re dei Franchi: in tal caso questi l'avrebbe sposata dopo il ripudio da parte di Vacone. Cronologicamente, l'ipotesi potrebbe essere verosimile ma è più probabile che Ranicunda e Radegonda fossero due sovrane distinte, imparentate fra loro.

### Fonti primarie
- (LA)  Paolo Diacono, Historia Langobardorum, in  Georg Waitz (a cura di), Monumenta Germaniae Historica, Hannover, 1878,  Scriptores rerum Langobardicarum et Italicarum saec. VI–IX, 12–219. Trad .it:  Paolo Diacono, Storia dei Longobardi, a cura di Lidia Capo, Milano, Lorenzo Valla/Mondadori, 1992, ISBN 88-04-33010-4. Testo disponibile su Wikisource.
- (LA) Origo gentis Langobardorum, a cura di Georg Waitz, in Monumenta Germaniae Historica. Scriptores rerum Langobardicarum et Italicarum saec. VI-IX, Hannoverae, impensis bibliopolii Hahniani, 1878,  pp. 1-6.
  -  Claudio Azzara; Stefano Gasparri (a cura di), Le leggi dei Longobardi. Storia, memoria e diritto di un popolo germanico, Roma, Viella, 2005,  pp. 2-7, ISBN 88-8334-099-X.
- (LA) Historia Langobardorum codicis Gothani, a cura di Georg Waitz, in Monumenta Germaniae Historica. Scriptores rerum Langobardicarum et Italicarum saec. VI-IX, Hannoverae, impensis bibliopolii Hahniani, 1878,  pp. 7-11.

### Letteratura storiografica
- Lidia Capo, Commento, in Paolo Diacono, Storia dei Longobardi, Milano, Lorenzo Valla/Mondadori, 1992, ISBN 88-04-33010-4.
- Jörg Jarnut, Storia dei Longobardi, traduzione di Paola Guglielmotti, Torino, Einaudi, 1995  [1982], ISBN 88-06-13658-5.
- Sergio Rovagnati, I Longobardi, Milano, Xenia, 2003, ISBN 88-7273-484-3.

### Atti, miscellanee e riviste
- Lorenzo Magliaro, Ipotesi su Radegundis e Raicunda nel contesto della fine del Regno turingio, in Studi sull'Oriente Cristiano, n. 14/2, 2010.